# Рустамбеков, Серик Исаевич
Серик Исаевич Рустамбеков (род. 1 января 1947, с. Шалкар, Акмолинская область, Казахская ССР) — советский и казахстанский архитектор, Заслуженный архитектор Казахстана (1993), почетный профессор Евразийского Национального университета им. Л. Н. Гумилева (2007), Президент Международной Ассоциации Союзов Архитекторов (2006—2008, 2017), депутат Верховного совета Казахской ССР, Лауреат премии «Звезды Содружества» (2021).

## Биография
Серик Рустамбеков родился 1 января 1947 года в селе Шалкар, которое расположено в 60 км от Астаны. В 50-е годы родители переехали в Кургальджино, где и прошло все детство и юношество. Серик Рустамбеков пренадлежит к роду Аргын-тынали. Его родовые земли находятся чуть дальше Кургальджинской зимовки, в бассейнах рек Жаксыкон и Жаманкон. Отец умер достаточно рано в возрасте 56 лет из-за тяжелой болезни, похоронен в Кургальджино. Затем, в 1987 году скончалась и мать.
Брат Серика Исаевича — Акмурза Рустамбеков, архитектор, автор монумента Астана-Байтерек, скончался в 2020 году в Алматы.
В 1967 году Серик Рустамбеков поступил на архитектурный факультет Казахского политехнического института им. В.И.Ленина в Алмате и закончил обучение в 1972 году.
С 1972 по 1990 работал в ГПИ «Казгипроторг» (Алматы).
В 1990 году был избран Депутатом Верховного Совета Казахской ССР от Союза Архитекторов Казахстана, и в том же году избран заместителем председателя Комитета по вопросам строительства и архитектуры.
1993—1996 – руководитель творческо-производственной студии «ТАУАН» при Союзе Архитекторов Казахстана.
В 1993 году заочно окончил Казахский государственный университет имени Аль-Фараби по специальности юрист в Алматы.
В 1996 году создал в Астане компанию ПСК «АК ОРДА», которая являлась генеральным проектировщиком генплана столицы.
По состоянию на 2023 год – директор, учредитель и главный архитектор проектной компании ТОО «ORTA».
Семья архитектора: жена Роза — юрист; дети — Самат (архитектор), Канат (юрист).

## Проекты
Как архитектор, Серик Рустамбеков возглавлял работу по разработке первого генерального плана Астаны. В составе творческой группы в 1996 году выиграл конкурс. Далее было принято решение организовать международный конкурс, в результате которого победителем стал Кисё Курокава. Он пригласил Серика Исаевича в свою группу, и совместно с ним группа Серика Рустамбекова приняла участие в следующих этапах проектирования».
Основные осуществленные проекты архитектора:
- Центральные рынки в Алмате, Семипалатинске[8]
- Центральные универмаги в Чимкенте, Талды-Кургане, Красноводске, Абакане[8]
- Жилые комплексы в Астане «Самал», «Магистральный» и другие
- Реконструкция набережных и организация судоходства по реке Ешим в Астане[11]
- Мемориальный комплекс Чокана Валиханова «Алтын Емель» в Алматинской области[12][13]
- Республиканский учебно-оздоровительный центр «Балдаурен» в Щучинске
- Новая городская площадь с фонтаном «Древо жизни» в Астане[14]
- Мемориально-музейный комплекс жертвам политических репрессий «АЛЖИР»[15]
- Монумент Богенбай Батыру в Астане
- Генеральный план города Акмола до 2005 (1998)
- Реконструкция и реставрация кинотеатра «Октябрь» в Астане (1999)
- «Монумент «550-летия образования Казахского ханства в городе Тараз» (2015)
- «Памятник Жумекену Нажимеденову в Атырау» (2015)
- «Памятник Фаризе Онгарсыновой в Атырау» (2016)[16]
- «Памятник Рахымжану Кошкарбаеву в Астане» (2016)

## Общественная деятельность
Серик Исаевич Рустамбеков дважды избирался Президентом Международной Ассоциации Союзов Архитекторов в 2006 и в 2017 году.
Участвовал в жюри премии TANU Design Awards 2020.

## Достижения, награды
Награды архитектора
- «Заслуженный архитектор Республики Казахстан» (1993)
- Медаль «10 лет независимости Республики Казахстан» (2001)
- Медаль «За трудовое отличие» (2005)
- Медаль «20 лет независимости Республики Казахстан» (2011)
- Почетное звание «Қазақстанның құрметті сәулетшісі» (2005)
- Действительный член международной Академии Архитектуры стран Востока (2009)
- Действительный член Академии художеств Республики Казахстан
- Почетное звание «ҰСТА» в области архитектуры, градостроительства и дизайна
- Действительный член Московского отделения Международной Академии Архитектуры (2006)
- Памятная медаль «К 100-летию М.А. Шолохова» (2004)
- Гран-при и золотая медаль Союза Архитекторов Казахстана на Республиканском смотре-конкурсе лучших архитектурных произведений (2000)
- Серебряная медаль Всемирного Биенале Архитектуры «ИНТЕРАРХ-87» в Софии (1987)
- 1-е место и диплом I степени на городском смотре лучших архитектурных построек 2000 года в Астане в номинациях «Градостроительство», «Городской  дизайн» и «Интерьер»
- «Золотой диплом» Союза Архитекторов РК на республиканском смотре конкурсе лучших архитектурных произведении 2003—2006
- Диплом I степени международной ассоциации Союзов Архитекторов МАСА на смотре-конкурсе лучших построек 2006 года
- Золотая медаль Союза Архитекторов Киргизии (2005)
- Золотая медаль Союза Архитекторов Таджикистана (2007)
- ГРАН-ПРИ «Золотая медаль» МАСА за лучшую постройку года в СНГ (2007)
- ГРАН-ПРИ «Хрустальная пирамида» за лучшую постройку года в РК на  смотре-конкурсе общественной объединенной строительной премии 2007
- Лауреат премии «Звезды Содружества» (2021)[6]